# Tinjan
Tinjan  (ital. Antignano), je staro naselje v Slovenski Istri, ki upravno spada pod Mestno občino Koper. 
Naselje se nahaja na izpostavljeni legi, nedaleč od slovensko-italijanske meje, na razglednem vrhu Tinjanskega brega (374 m.n.m.), med dolino Osapske reke in dolino reke Rižane. 
Iz naselja je lep razgled, tako na Koprski zaliv, kot na Tržaški zaliv. 

## Etimologija
Nekateri viri pričajo o tem, da je ime vasi nastalo že pred rimsko dobo. Na današnjem Tinjanu naj bi živel bojeviti rod Histrov, na lokaciji z imenom Attinium. Ostali prebivalci, ki so tudi tam živeli, naj bi se jim upirali. Rimljani so jih imenovali Antiattinium. Od tod se je kraju prijelo ime tinium in iz tega korena naj bi izviral ime Tinjan, ki je v Istri dokaj pogosto, tudi kot del imena drugih istrskih naselij na vrhu hribov (Lucan, Pomjan, Montinjan, Momjan ...)

## Zgodovina
Območje naselja je bilo naseljeno že v prazgodovini, o čemer pričajo ostanki prazgodovinskega gradišča ter del ohranjenega obrambnega zidu. Na Tinjanu so našli bronasti kipec iz 2. stoletja, ki je pripadal bogu Merkurju, zaščitniku trgovcev. Ta je danes shranjen v Narodnem muzeju v Ljubljani.
V novejši zgodovini vasi je treba poudariti njeno stalno povezanost s Trstom, izredno narodno zavest domačinov in odpor proti okupatorju.
V času Tržaške krize je bila leta 1948 na Tinjanu locirana enota JLA, da bi s tega strateško pomembnega mesta branila državo. Po pariškem sporazumu in določitvi meje z Morganovo linijo med Cono A in Cono B nikoli uresničenega Svobodnega tržaškega ozemlja, ki je domačinom preprečila dostop do delovnih mest v bližnjih Miljah ali v tržaškem pristanišču, je Tinjan zapustilo veliko prebivalcev, izseljevanje se je ustavilo šele po izgradnji tovarne Lama Dekani, na pobočju Tinjanskega brega.
Župnija Tinjan je bila združena z župnijo Škofije 1. januarja 2005, Tinjanska cerkev sv. Mihaela je s tem postala podružnična cerkev. 

## Opis naselja
Tinjan je majhna, gručasta vasica, ki ima na vzhodni strani, tik pod Tinjanom, še majhen zaselek Podgorci. Tinjan je zadnji razgledni hrib na slovenski planinski poti, preden se le-ta dokončno spusti do morja in se zaključi v Ankaranu. Naselje spada pod občino Koper, od Kopra pa je oddaljeno 11 km. Leta 2002 je na Tinjanu živelo 151 prebivalcev, od tega  77 moških in 74 žensk, oziroma 45 družin. 
Pred cerkvijo raste velika, stara lipa, ob cerkvi pa je postavljena oddajna antena, ki že od daleč izdaja lokacijo Tinjana. Po pripovedovanju domačinov je vrh Tinjana podzemno prepleten s tremi vodnimi žilami, iz katerih se je napajala cela vrsta vodnjakov in dva kala.

## Cerkev sv. Mihaela
V strnjenem delu vasi, na cerkvenem zemljišču nekdanjega pokopališča, stoji nekdanja župnijska cerkev sv. Mihaela, zgrajena pred letom 1700. Cerkev ima tudi zvonik, katerega vhod krasi kamniti relief Križnega iz leta 1704, z nečitljivim napisom. Na zunanji steni zakristije je vzidana antična glava, za katero domnevajo, da je iz rimskega obdobja.

## Demografija
| Leto      | 1869 | 1900 | 1931 | 1961 | 1971 | 1981 | 1991 | 2002 |
| Št. preb. | 360  | 425  | 476  | 161  | 175  | 151  | 139  | 151  |